# Gillis Rombouts
Gillis Rombouts ou Gillis Salomonsz. Rombouts (1630, Haarlem - février 1672, Haarlem) est un peintre hollandais du siècle d'or néerlandais. Il est connu pour ses peintures de scènes de genre, de scènes historiques, de paysages, de plages et de paysages hivernaux.

## Biographie
Gillis Rombouts est né en 1630 à Haarlem aux Pays-Bas. 
Il est le père du peintre Salomon Rombouts à qui il a vraisemblablement enseigné la peinture. 
L'artiste a été influencé par le peintre Salomon van Ruysdael.
Gillis Rombouts est mort en février 1672 à Haarlem et y est enterré le 25 février 1672.

## Œuvres

### À l'étranger
- Paysage boisé[2], Rijksmuseum, Amsterdam
- Atelier d'un tisserand, Frans Hals Museum, Haarlem
- Foire annuelle, Frans Hals Museum, Haarlem

### En France
- Lisière de forêt, huile sur bois, 71 x 55 cm, Musée des beaux-arts de Dijon, Dijon
- Entrée de forêt[3], Musée des Beaux-Arts, Quimper
- Paysage, dit autrefois paysage avec personnages[4], Musée des beaux-arts, Rouen
- Paysage avec charrette au second plan[5], Musée Lambinet, Versailles
- Paysage avec voiliers dans le lointain[6], Musée Lambinet, Versailles